# Station Crouch Hill
Crouch Hill is een spoorwegstation van National Rail aan de Gospel Oak to Barking Line in Islington in Engeland. Het station is eigendom van Network Rail en wordt beheerd door London Overground. 